# پورتو لوپز
پورتو لوپز (به اسپانیایی: Puerto López) یک منطقهٔ مسکونی در اکوادور است که در Manabí Province واقع شده‌است.